# Pose (álbum)
Pose es el segundo álbum del grupo musical español Second. Fue lanzado a la venta en marzo de 2003. A raíz de este disco comienzan una gira de presentaciones por todos los rincones de España, con participaciones en festivales como Sonorama, Lemon pop o la edición europea de los BOB Awards, de los que salieron victoriosos.

## Lista de canciones
1. "Accident".
2. "Behind the pose".
3. "The red bullet".
4. "Different levels".
5. "Living in London".
6. "Smiling to camera".
7. "Star glasses".
8. "Situation".
9. "TV programs".
10. "Sometimes".
11. "Sweet Caffeine".
12. "Great failures".

### Sencillos promocionales
1. "Behind the pose".
2. "Star glasses".

- Datos: Q6083341